# Aberdaron
Aberdaron est un village de la presqu’île de Llŷn, dans la région de Gwynedd au pays de Galles.

## Toponymie
Le nom du village fait référence à sa situation géographique à l'embouchure (aber en gallois) de la Daron, un fleuve côtier qui se jette dans la baie de Cardigan.